# ンドカジェニファ
ンドカ ジェニファ（NDUKA Jenifa、2000年10月18日 - ）は、日本の女子ラグビーユニオン選手。

## プロフィール
- 埼玉県出身[1]。姓がンドカ、名がジェニファ。
- 身長 165cm、体重 73kg。
- 父はナイジェリア人、母は日本人。
- 兄のボニフェイスとチャールスは共にサッカー選手[2]。
- ポジションはロック・No.8 （LO・No.8）
- 女子日本代表キャップ数は1(2023年9月現在)。

## 来歴
2019年、昌平高校卒業後、流通経済大学に入る。なお高校までバスケットボールをやっており、ウィンターカップ出場経験がある。
2023年、流通経済大学卒業後、北海道バーバリアンズディアナに加入。同年9月16日に行われた太陽生命 JAPAN RUGBY CHALLENGE SERIES 2023女子フィジー戦にて途中出場で女子日本代表初キャップを獲得した。